# Villoría
Villoría är en ort i Spanien.   Den ligger i provinsen Provincia de Salamanca och regionen Kastilien och Leon, i den centrala delen av landet, 150 km väster om huvudstaden Madrid. Villoría ligger 819 meter över havet och antalet invånare är 1 390.
Terrängen runt Villoría är platt. Runt Villoría är det glesbefolkat, med 8 invånare per kvadratkilometer. Närmaste större samhälle är Peñaranda de Bracamonte, 17,8 km sydost om Villoría. Trakten runt Villoría består till största delen av jordbruksmark.